# Michael Moore (homme politique)
Pour les articles homonymes, voir Michael Moore (homonymie) et Moore.
Michael Moore, né le 3 juin 1965 à Dundonald, est un homme politique britannique. Il est ministre pour l'Écosse dans le gouvernement Cameron. Il a étudié à l'université d'Édimbourg.